# Motoren Technik Mayer

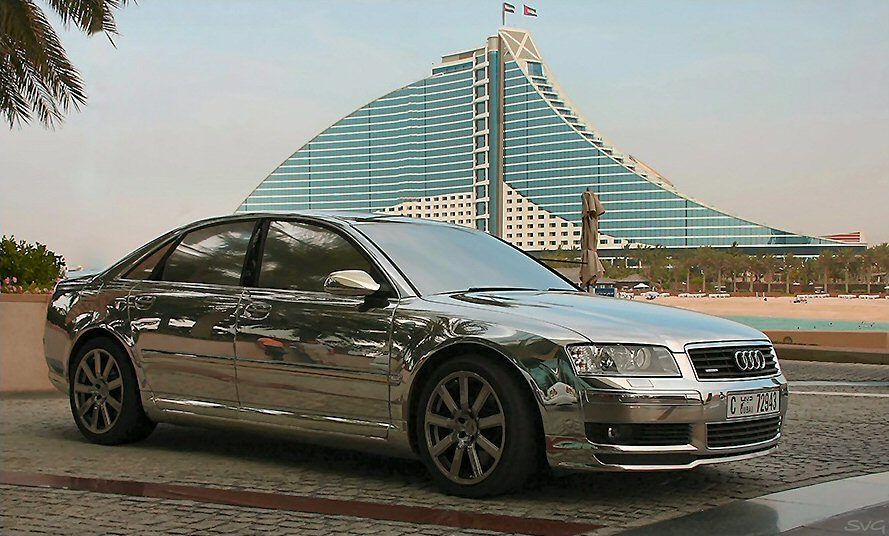
MTM Audi A8 in Dubai

Motoren Technik Mayer GmbH, beter bekend als MTM, is een Duits autotuning-bedrijf. MTM tunet auto's van de merken Audi, Bentley, Ferrari, Lamborghini, Porsche, Seat, Škoda en Volkswagen, waarbij Audi de specialiteit is. Het bedrijf is vooral bekend om zijn motortuning die kan variëren van een aanpassing in het motormanagement tot het aanbrengen van een compressor op een motor.
MTM begon in de jaren 90 en hield zich aanvankelijk onder andere bezig met het opvoeren van Audi's vijfcilinder-turbomotor. Later ging de tuningfirma ook aan de slag met andere merken. Men bleef echter hoofdzakelijk Volkswagen-motoren tunen. In tegenstelling tot veel andere tuningbedrijven past MTM het uiterlijk van de auto niet of nauwelijks aan. Er zijn speciale setjes verkrijgbaar van MTM, die ingeplugd worden op het computersysteem van de auto en die het motormanagement aansturen, zoals de brandstofinspuiting en het inspuitmoment. In 2008 won MTM tweemaal de "Readers Choice Award" van het Duitse autosport-tijdschrift "Sport Auto" met de Audi S3 en de Audi A5 3.0 TDI.